# Fernando Rodés
Fernando Rodés Vilà (Barcelona, 1 de agosto de 1960) es un economista y empresario español. Es vicepresidente de Havas Media, y cofundador y presidente del Consejo Editorial del diario Ara. Tiene 5 hijos; Joan, Sara, Manuela, Marc y Carlota. Está casado con María Macaya

## Biografía
Primero de los cinco hijos del abogado y empresario Leopoldo Rodés, nació en Barcelona en 1960. Licenciado en Ciencias Económicas por la Universidad de Barcelona (UB) y con varios cursos de formación especializada en Gresham College, IESE y la Universidad Stanford, entre otros.

## Trayectoria
Empezó su carrera profesional en 1985 en el banco americano Manufacturers Hanover Trust y continuó, en 1990, en Banesto, donde dirigió la sección de Banca Corporativa en Barcelona. En 1991 pasó a dirigir el nuevo departamento de Banca de Negocios de Banesto en Madrid.
En 1994 es nombrado consejero delegado del grupo Media Planning. También ha sido consejero delegado de Havas Media y ha ocupado cargos de alta dirección en empresas del Grupo Havas, una de las grandes multinacionales de comunicación, marketing y publicidad. En 2006 fue nombrado consejero delegado del grupo, cargo que ejerce hasta marzo de 2011, cuando es nombrado vicepresidente. Fue también consejero de Acciona y presidente de Neometrics. Además, es consejero de su grupo familiar de empresas, como ISP, In-Store Media o Acceso.
En 2010, colaboró en la fundación del diario Ara, del que es presidente de su consejo editorial desde junio del 2012, en sustitución de Oriol Soler.
El 20 de marzo del 2012 la Generalidad de Cataluña le nombró presidente del Consejo Asesor para el Desarrollo Sostenible (CADS).